# Scyliorhinus torazame
Espèce
Répartition géographique
Statut de conservation UICN

 LC  : Préoccupation mineure
Scyliorhinus torazame est une espèce de requins.